# کمیته بین‌المللی ضد گاوبازی
کمیته بین‌المللی ضد گاوبازی (به انگلیسی: CAS International)، یک گروه بین‌المللی مدافع سازمان غیرانتفاعی است که هدف آن پایان دادن به گاوبازی است. کمیته بین‌المللی ضد گاوبازی در سال ۱۹۹۳ با نام Comité Anti Stierenvechten با کمک ADDA از بارسلونا، اسپانیا، De Dierenbescherming (انجمن هلندی برای حمایت از جانوران) و سازمان بین‌المللی رفاه جانوران جامعه جهانی پشتیبانی از جانوران در ابتدا با هدف جلوگیری از رفتن گردشگران هلندی به گاوبازی بنیان‌گذاری شد.